# Gambrus bipunctatus
Gambrus bipunctatus là một loài tò vò trong họ Ichneumonidae.